# Dan and Phil
Dan and Phil (previamente conocido como The Radio 1 Request Show), fue un galardonado programa de radio británico de la BBC Radio 1, emitido los domingos por la noche, y presentado por la pareja, comúnmente llamados como Dan y Phil. El espectáculo fue sucesor del programa Request Show original, y permitía a los oyentes solicitar canciones, además de abarcar una amplia gama de temas de entretenimiento. Se basa libremente en la antigua serie en línea de Dan y Phil; The Super Amazing Project, el cual incluía segmentos tales como Internet News. En agosto de 2014, se anunció que el último show del programa sería transmitido el 24 de agosto de ese año, pero el dúo se trasladaría a un espectáculo diferente emitido los lunes por la noche, llamado The Internet Takeover. El nuevo programa se trasmite el primer lunes de cada mes desde el 1 de septiembre de 2014, y cuenta con la colaboración de varios vloggers, como Joe Sugg, Zoe Sugg y Caspar Lee, entre otros.

## Historia
Antiguamente, el programa de radio Request Show de la BBC Radio 1, había sido presentado por Reggie Yates los sábados por la tarde (desde octubre de 2007 hasta abril de 2012), y Jameela Jamil los domingos por la tarde (desde abril de 2012 hasta enero de 2013).
Después de realizar una serie de trabajos para la BBC Radio 1, así como también un especial de Navidad, y trabajar durante el Edinburgh Fringe en la estación de radio, en noviembre de 2012 se anunció que los vloggers Dan Howell y Phil Lester, presentarían el espectáculo. Esto se realizó en un esfuerzo de incrementar el porcentaje de oyentes juveniles, el cual se había reducido considerablemente. En junio de 2014, se anunció que el 1 de septiembre de 2014, Howell y Lester se trasladarían a otro espectáculo, y en agosto de 2014, se anunció que el último show del programa sería transmitido el 24 de agosto, pero el dúo se trasladaría a un espectáculo diferente emitido los lunes por la noche, llamado The Internet Takeover, con nuevos presentadores del mundo del Internet (Troye Sivan y Tyler Oakley entre otros) presentando espectáculos; mientras que Dan y Phil presentarían la primera emisión de cada mes. Este último incorpora algunas de las características originales de Dan y Phil, tales como las noticias de Internet, y videos musicales realizados por la audiencia (aunque los oyentes no pueden solicitar canciones a pedido). Al emitirse el último episodio de Dan y Phil el 24 de agosto de 2014, la estación quedó sin un espectáculo en el cual hacer peticiones musicales.

## Formato
El espectáculo permitía a los visitantes de la página web de la BBC Radio 1, ver el programa en vivo, y ver en tiempo real lo que estaba sucediendo en el estudio; así como también ver los desafíos de los presentadores; entrevistas con músicos o personas involucradas en la cultura de Internet; y videos creados por el público. Durante el espectáculo, se animaba a los oyentes a llamar, textear, tweetear o publicar en Facebook mensajes a la estación. Los oyentes también podían llamar para hablar en vivo en el show.

## Segmentos

### Fan Wars (2013)
Uno de los segmentos del programa, titulado "Fan Wars", consistía en que dos oyentes llamasen para representar a dos artistas musicales en una competencia. La canción del participante ganador sería reproducida. Este segmento fue reemplazado con uno nuevo, titulado Sorry, I Don't Know How to Internet, en 2014.

### Internet News (2013-2014)
En Internet News, Dan y Phil leían noticias extrañas y estravagantes sacadas de Internet. El segmento era una parodia de un canal de noticias regular, con una banda sonora orquestal en el fondo.

### Dan vs. Phil (2013-2014)
Los presentadores eran desafiados en una serie de retos elegidos por el mismo personal de la BBC Radio 1. El ganador era quien obtuviese la mayor puntuación; y un interlocutor diferente anunciaba el ganador cada semana. En los primeros episodios, el segmento era más interactivo, ya que los oyentes del programa podían elegir un desafío en la página de Facebook y Twitter de Radio 1, y el público también poder votar por el ganador.

### Rehab Topic (2013-2014)
En cada programa, los oyentes podían utilizar un hashtag en Twitter para compartir sus experiencias personales sobre el tema en cuestión. Por ejemplo, #FoodFails, fue un hashtag donde las personas contaban sobre sus malas experiencias en la cocina. Si la experiencia de alguien era particularmente interesante o graciosa, los productores del programa permitirían que llamase para contar su anécdota en vivo.

### Music Videos (2013-2014)
Durante el programa, se mostraban numerosos videos musicales creados por el público de una canción a su elección. Los oyentes podían presentar sus videos antes de la presentación a través de un correo electrónico. Estos videos actuaron como una manera diferente de solicitar una canción; y la música que acompañaba a los videos a menudo no estaban en la lista de reproducción de la Radio 1.

### Sorry I Don't Know How to Internet (2014)
Sorry I Don't Know How to Internet fue un nuevo segmento introducido en 2014, como reemplazo de Fan Wars. El segmento consistía en Dan y Phil leyendo historias cómicas de personas incapaces de utilizar la tecnología moderna. A menudo, las historias eran leídas por otros presentadores en la estación, como Greg James.

## Recepción
El programa obtuvo en general críticas positivas. El diario británico The Daily Telegraph, mencionó que el programa era "una reminiscencia de aquella película Bill & Ted's Excellent Adventure con Keanu Reeves y Alex Winter". Sin embargo, The Guardian hizo referencia a la joven demográfica de la serie, indicando que, si bien los videos musicales de los espectadores eran "adorables", el show era "demasiado 'dócil' para ser divertido para los adultos".

### Premios y nominaciones
| Año  | Premio                       | Nominación   | Resultado |
| ---- | ---------------------------- | ------------ | --------- |
| 2013 | Sony Golden Headphones Award | Dan and Phil | Ganador   |